# Blau-Gelb-Kontrast
Der Blau-Gelb-Kontrast ist ein spezieller Komplementärkontrast, bestehend aus den Farben Blau und Gelb. Wenn ein dunkles Blau vorliegt, bildet er gleichzeitig einen Hell-Dunkel-Kontrast. In einigen Fällen kann statt Gelb auch Gold verwendet sein. Einige Autoren wie Johannes Itten benennen Violett und Gelb bzw. Blau und Orange als mögliche komplementäre Farbenpaare. Allerdings findet dieser Kontrast in der gestalteten Umwelt oder in der Kunst nur selten eine Anwendung.

## Verwendung

### Flaggen
Da die Farbkombination blau-gelb besonders prägnant ist, verwenden einige Staaten sie in ihrer Flagge. Besonders bekannt ist die schwedische Nationalflagge mit dem gelben skandinavischen Kreuz (Philippuskreuz) auf blauem Grund. Auch die Ukraine, der Inselstaat Palau im Pazifischen Ozean und Bosnien und Herzegowina verwenden die Farben Blau und Gelb. Das Blau steht meist für den Himmel und das Gelb für die Sonne.

Flagge von Schweden seit 1906. Die Farben entstammen den Farben des Wappens der Königsfamilie aus dem Hause Wasa (16. Jahrhundert).
Flagge der Ukraine seit 1918. Nach populärer Interpretation stellen die Farben Azurblau und Gelb/Gold den Himmel über einem Kornfeld dar.
Flagge Palaus seit 1980. Sie stellt den Vollmond über dem Pazifischen Ozean dar.
Flagge von Bosnien und Herzegowina seit 1998. Die Farbe Gelb steht dabei für Frieden und die Sonne. Die blaue Farbe und die Sterne symbolisieren Europa.
Signalflagge „K“ des internationalen Flaggenalphabets: „Ich möchte mit Ihnen Verbindung aufnehmen.“
Europaflagge seit 1955. Sie stellt einen Kranz von zwölf goldenen fünfzackigen Sternen auf ultramarinblauem Hintergrund dar.

### Design – Kraftfahrzeuge

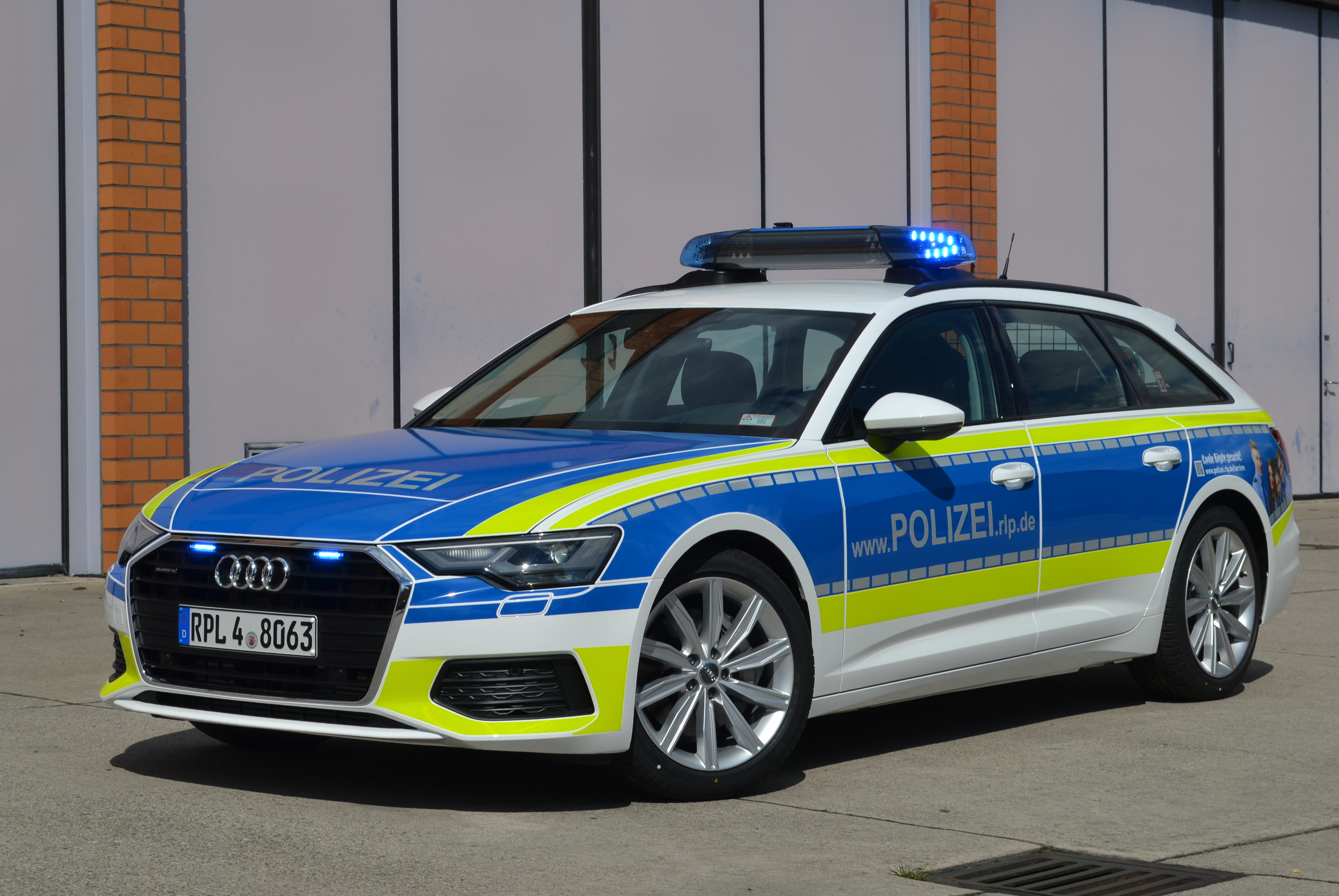
Polizeifahrzeug aus Rheinland-Pfalz von 2020

Seit etwa 2016 findet man den Blau-Gelb-Kontrast bei Einsatzwagen der Polizei und Verkehrsüberwachung. Als Blau tritt das seit etwa 2008 typische Verkehrsblau RAL 5017 auf. Neu hinzu kommt die bei Tag und Nacht sehr auffällige neongelbe Warnfarbe. Verkehrsteilnehmer können die Fahrzeuge schnell erkennen und entsprechend rasch reagieren. Zusätzlich erhöht sich die Sicherheit für Polizisten.

### Lesbarkeit der Schrift
Besonders bei Logos, Flyern, Plakaten oder Piktogrammen ist ein starker Hell-Dunkel-Kontrast auffällig, gut lesbar und einprägsam. Die klassische Kombination Schwarz und Weiß bildet den stärksten Hell-Dunkel-Kontrast und ist deshalb besonders gut lesbar. Bei der Verwendung von reinen, bunten Farben bieten sich Gelb und Blau an, da sie unter den Buntfarben den stärksten Kontrast bilden. Hingegen erschwert der geringe Hell-Dunkel-Unterschied bei Gelb und Cyanblau oder Grün und Magenta das Lesen. Bei letzterem kommt erschwerend der Flimmereffekt hinzu.

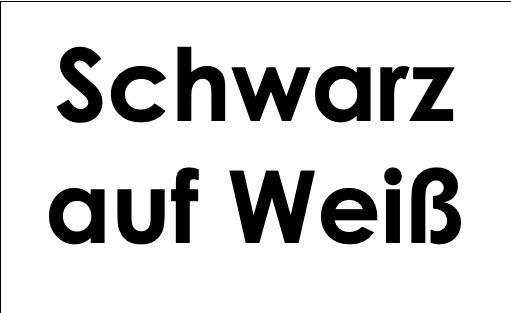
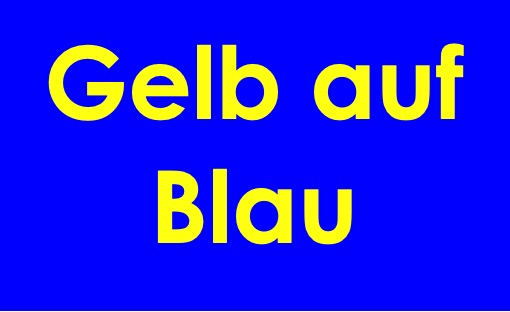
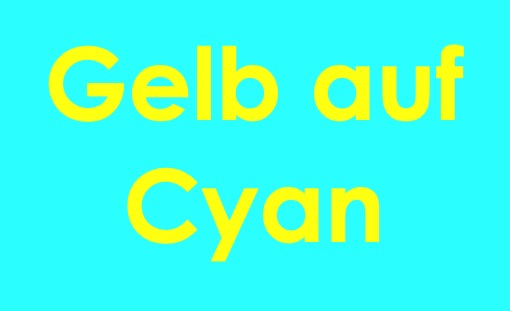
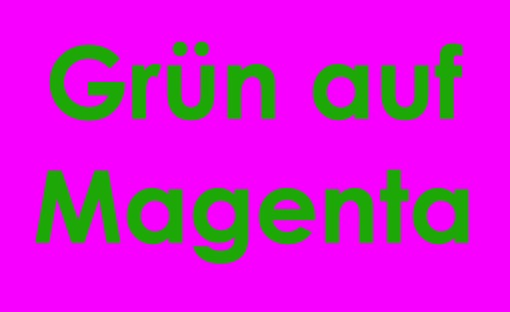

### Bildende Kunst
In der bildenden Kunst tritt die Farbkombination blau-gelb bzw. blau-gold immer wieder auf.
- Bereits im Mittelalter verwenden Künstler den Kontrast, indem sie zum Beispiel den blauen Mantel Marias neben einem Goldgrund darstellen. Das Blau verdeutlicht Marias Nähe zum Himmel und zu Gott. Der goldene Hintergrund ist Sinnbild für den Himmel und die Herrlichkeit Gottes. Durch die Nähe der beiden Farbbedeutungen ergibt sich eine wohlüberlegte Harmonie. Andererseits weist der Kontrast von Blau und Gold/Gelb auf gewisse Spannungen hin. Das kommende Leid von Maria, die Flucht nach Ägyptern, die Entfremdung von ihrem Sohn und der Tod ihres Sohnes, deuten sich bereits an.
- Wenn Expressionisten ein leuchtendes Dunkelblau mit scharfen Konturen hart neben ein kräftiges Gelb setzen, geben sie damit extreme Gefühlsspannungen wieder. Vincent van Gogh verdeutlicht in seinem Bild Kornfeld mit Krähen seine dramatische, ausweglose Situation kurz vor seinem Tod und Ernst Ludwig Kirchner prangert in seinem Gemälde Frauen auf der Straße die Entfremdung und Oberflächlichkeit des mondänen Großstadtlebens an.
- In der Fotografie von Diego Delso sind die beiden Farbflächen sehr hell und durch eine unscharfe Kontur voneinander getrennt. Der Titel weist darauf hin, dass hier eine Wasserfläche mit und ohne Gelbalgen (oder Himmel?) zu sehen ist. Ansonsten lässt es sich als ein abstraktes,  heiteres, ruhiges Bild interpretieren, das viel Spielraum für Assoziationen zulässt.

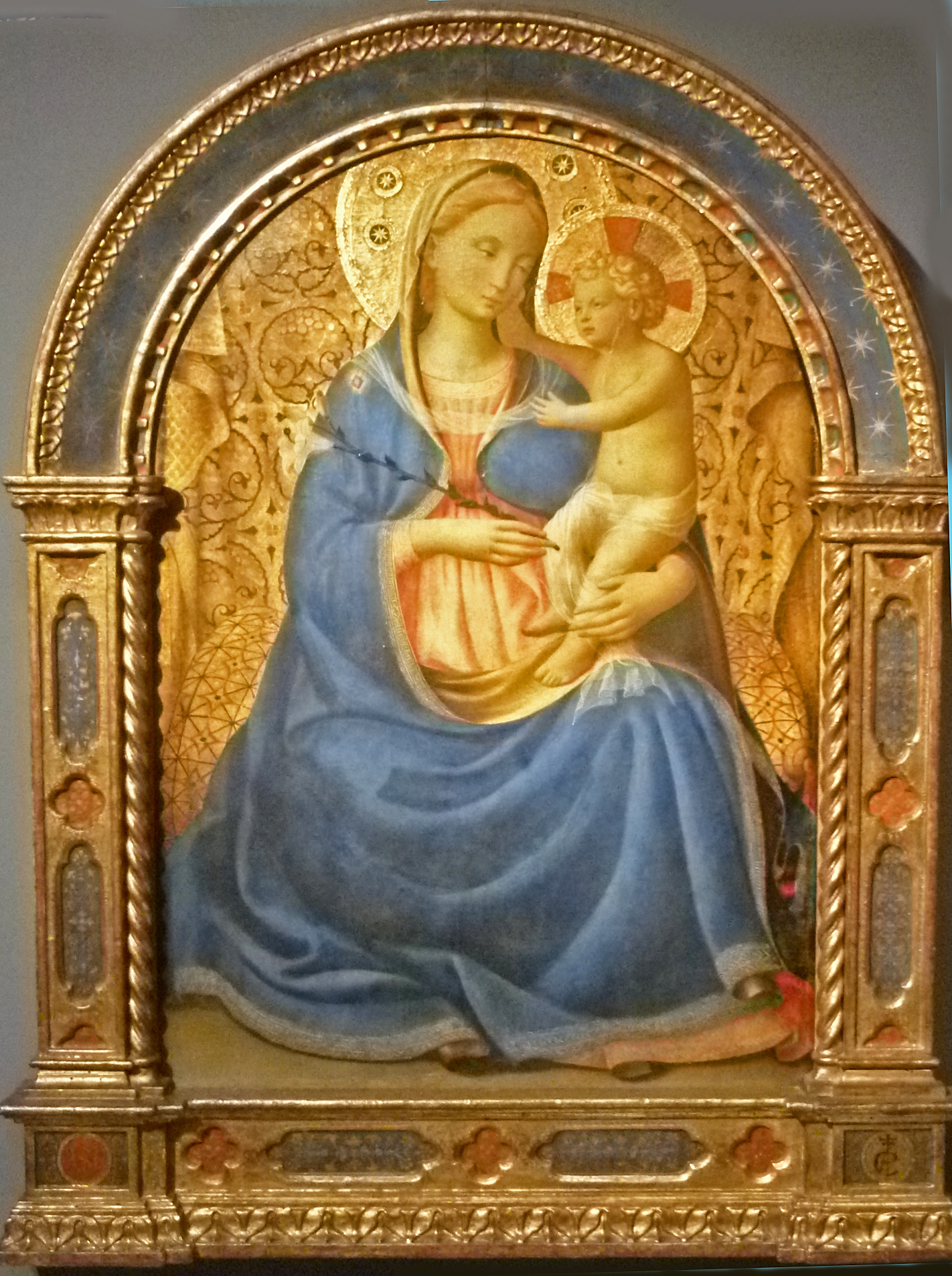
Fra Angelico (etwa 1395–1455): Madonna der Demut, etwa 1440, Tempera auf Holz, 74 × 52 cm, Rijksmuseum Amsterdam.
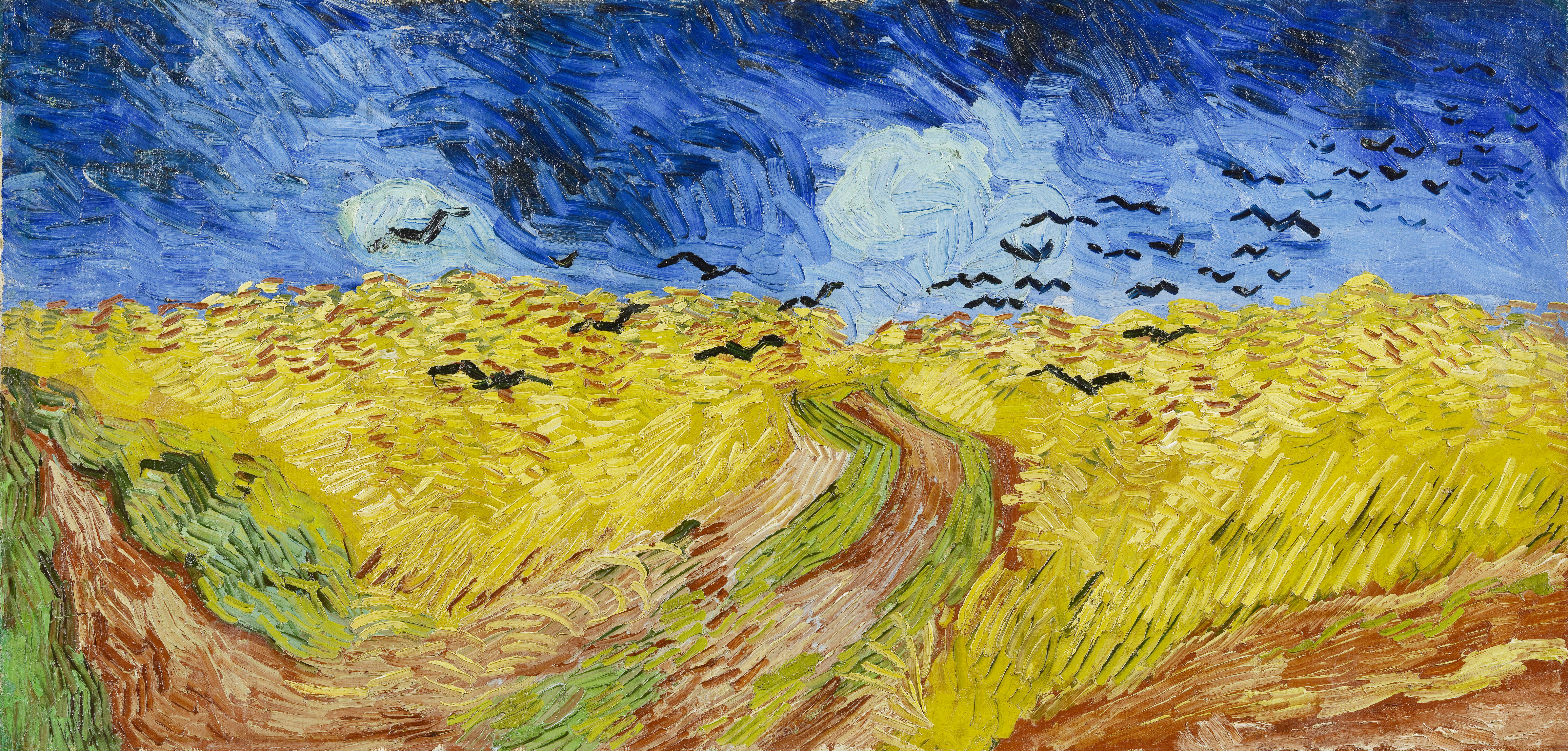
Vincent van Gogh (1853–1890): Kornfeld mit Krähen, 1890, Öl auf Leinwand, 51 × 101 cm, Stedelijk Museum Amsterdam.
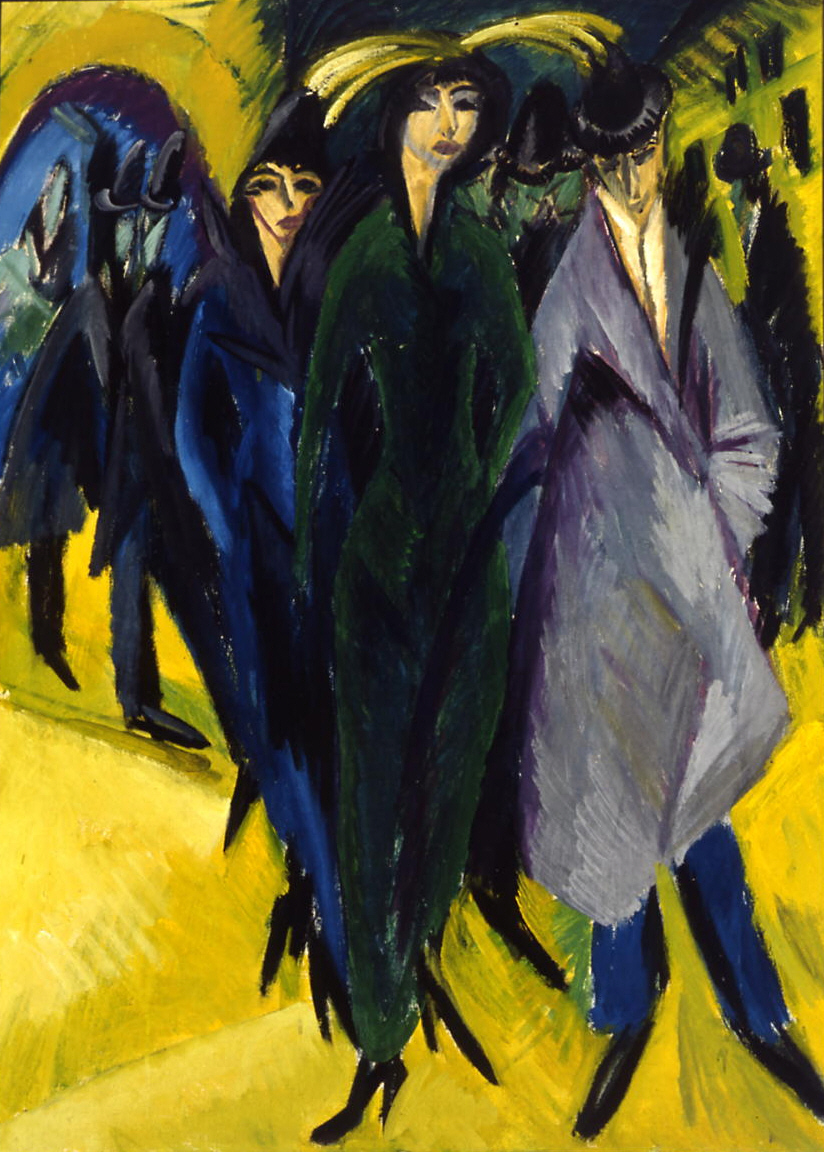
Ernst Ludwig Kirchner (1880–1938): Frauen auf der Straße, 1915, Öl auf Leinwand, 126 × 90 cm, Von der Heydt-Museum Wuppertal.
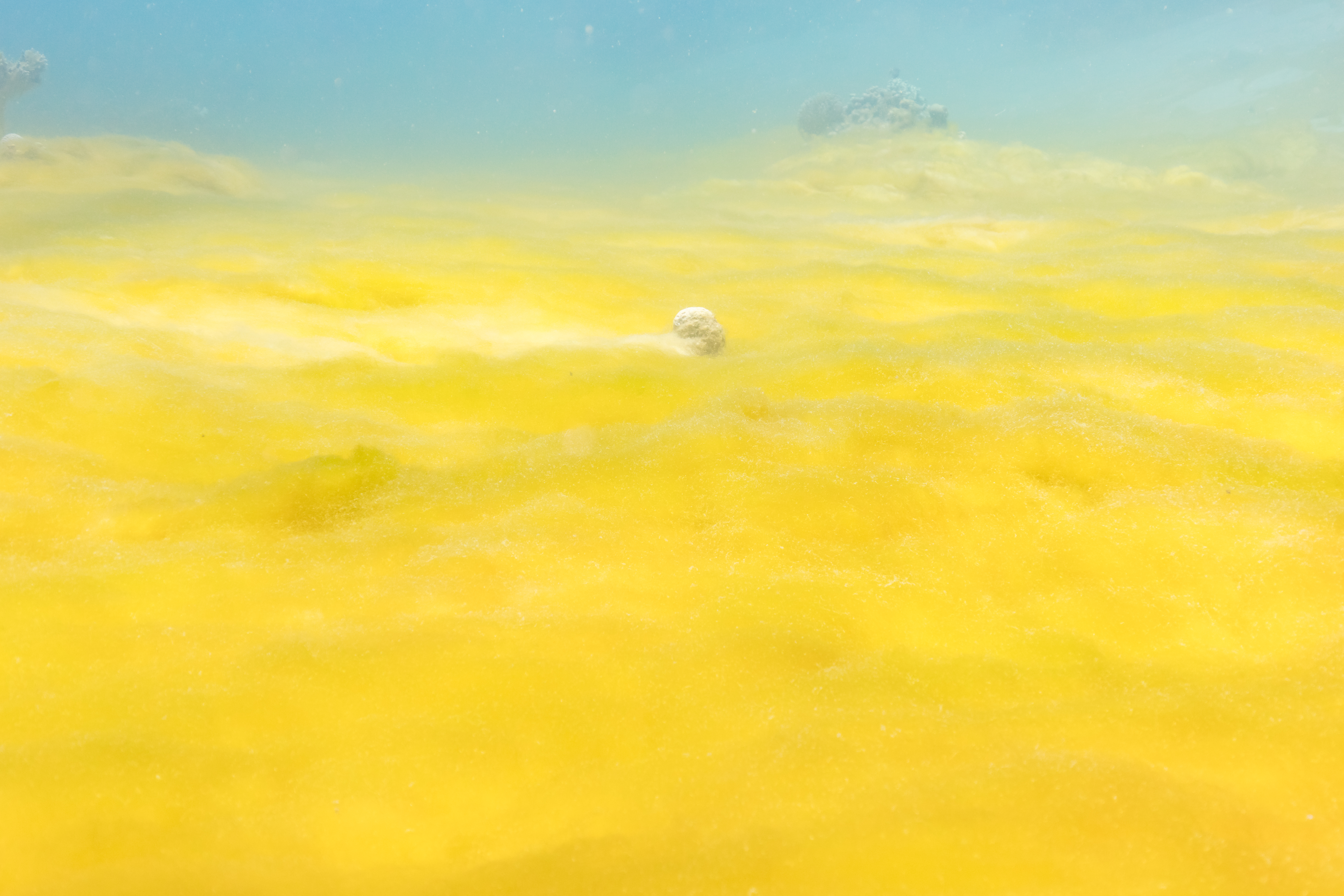
Diego Delso: Teppich aus Gelbalgen. Ras Muhammad Nationalpark, Südspitze der Sinai-Halbinsel, Ägypten. Fotografie 2022.

## Bloi
Im Mittelalter wurde das altfranzösische Wort bloi unter anderem für die Farbkombination Blau-Gelb verwendet.  In einer französischen Abhandlung des Spätmittelalters über die Physiognomie des Menschen charakterisiert bloi die gelbe Hautfarbe und gleichzeitig die blauen Augen, wobei beides Tapferkeit bedeutet.  Heute ist der Begriff allerdings kaum noch in Gebrauch.